# IC 913
IC 913 ist eine Balken-Spiralgalaxie vom Hubble-Typ SBb im Sternbild Bärenhüter am Nordsternhimmel. Sie ist schätzungsweise 413 Millionen Lichtjahre von der Milchstraße entfernt und hat einen Durchmesser von etwa 95.000 Lichtjahren.
Im selben Himmelsareal befinden sich u. a. die Galaxien IC 910, IC 911, IC 912, IC 914.
Das Objekt wurde am 17. Juni 1892 vom französischen Astronomen Stéphane Javelle entdeckt.